# Cabo de Santo Agostinho (acidente geográfico)
O cabo de Santo Agostinho é um promontório (cabo composto por rochas elevadas) localizado no município de Cabo de Santo Agostinho, na Região Metropolitana do Recife, estado brasileiro de Pernambuco. Foi o local exato do descobrimento do Brasil pelo navegador espanhol Vicente Yáñez Pinzón, no dia 26 de janeiro de 1500.
A formação rochosa, caracterizada por uma extrusão vulcânica que avança sobre o mar, é também um marco geológico mundial por representar o último ponto de ruptura entre a América do Sul e a África — que até então eram unidas em uma única e imensa massa continental denominada Gondwana (a parte sul da Pangeia).

## História
De acordo com diversos historiadores, o cabo de Santo Agostinho foi o local exato do descobrimento do Brasil.

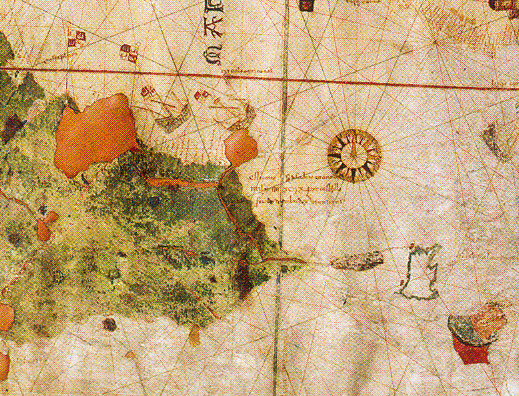
Pormenor do extremo oriental da América do Sul no Mapa de Juan de la Cosa, de 1500. A leste do cabo de Santo Agostinho aparece, desconectada do continente, a Ilha de Vera Cruz (Ysla descubierta por Portugal).

 Entretanto, a navegação de navios castelhanos ao longo da costa brasileira não produziu consequências. A chegada de Pinzón pode ser vista como um simples incidente da expansão marítima espanhola. Por isso, considera-se que Pedro Álvares Cabral descobriu o Brasil.
Uma esquadra espanhola composta por quatro caravelas zarpou de Palos de la Frontera no dia 19 de novembro de 1499. Após cruzar a linha do Equador, o navegador Vicente Yáñez Pinzón enfrentou uma forte tempestade, e então, no dia 26 de janeiro de 1500, avistou o cabo e ancorou suas naus num porto abrigado e de fácil acesso a pequenas embarcações, com 16 pés de fundo, segundo as indicações da sonda. O referido porto era a enseada de Suape, localizada na encosta sul do promontório, que a expedição denominou cabo de Santa María de la Consolación. A Espanha não reivindicou a descoberta, minuciosamente registrada por Pinzón e documentada por importantes cronistas da época como Pietro Martire d'Anghiera e Bartolomeu de las Casas, devido ao Tratado de Tordesilhas, assinado com Portugal.
O mapa de Juan de la Cosa, carta do século XV, mostra a costa sul-americana enfeitada com bandeiras castelhanas do cabo da Vela (na atual Colômbia) até o extremo oriental do continente. Ali figura um texto que diz "Este cavo se descubrio en año de mily IIII X C IX por Castilla syendo descubridor vicentians" ("Este cabo foi descoberto em 1499 por Castela sendo o descobridor Vicente Yáñez") e que muito provavelmente se refere à chegada de Pinzón em finais de janeiro de 1500 ao cabo de Santo Agostinho.
Em 1501, partiu de Portugal uma expedição de reconhecimento da costa brasileira, expedição esta confiada a Américo Vespúcio e comandada por Gonçalo Coelho. A frota atingiu o cabo em 28 de agosto, dia da morte de Agostinho de Hipona. O promontório foi então batizado como "cabo de Santo Agostinho".
Em 5 de setembro de 1501, Vicente Yáñez Pinzón foi condecorado pelo rei Fernando II de Aragão por ter descoberto o Brasil.
O cabo foi a primeira porção de terra avistada pelo aventureiro alemão Hans Staden em sua viagem ao Brasil no ano de 1549, cujo desembarque se deu no porto do Recife.

Divisão da Pangeia e de Gondwana.

## Características
Acidente geográfico com mais de 100 milhões de anos, o cabo de Santo Agostinho representa, geologicamente, a única região onde afloram rochas graníticas de idade cretácica em todo o Brasil. Constitui ainda o último ponto de ruptura entre a América do Sul e a África, que até então eram unidas em uma única e imensa massa continental denominada Gondwana (a parte sul da Pangeia).
Neste local encontram-se construções datadas do período colonial, com destaque para a Igreja de Nossa Senhora da Nazaré e as ruínas do Convento Carmelita, do Forte Castelo do Mar e do Forte São Francisco Xavier, bem como as praias de Gaibu, Calhetas, Paraíso e Suape.
Por muito tempo se achou que o cabo de Santo Agostinho era o ponto mais oriental do Brasil e das Américas, porém medições cartográficas recentes, feitas com o uso de tecnologias modernas, atestaram que a Ponta do Seixas na Paraíba é o extremo leste do continente americano.

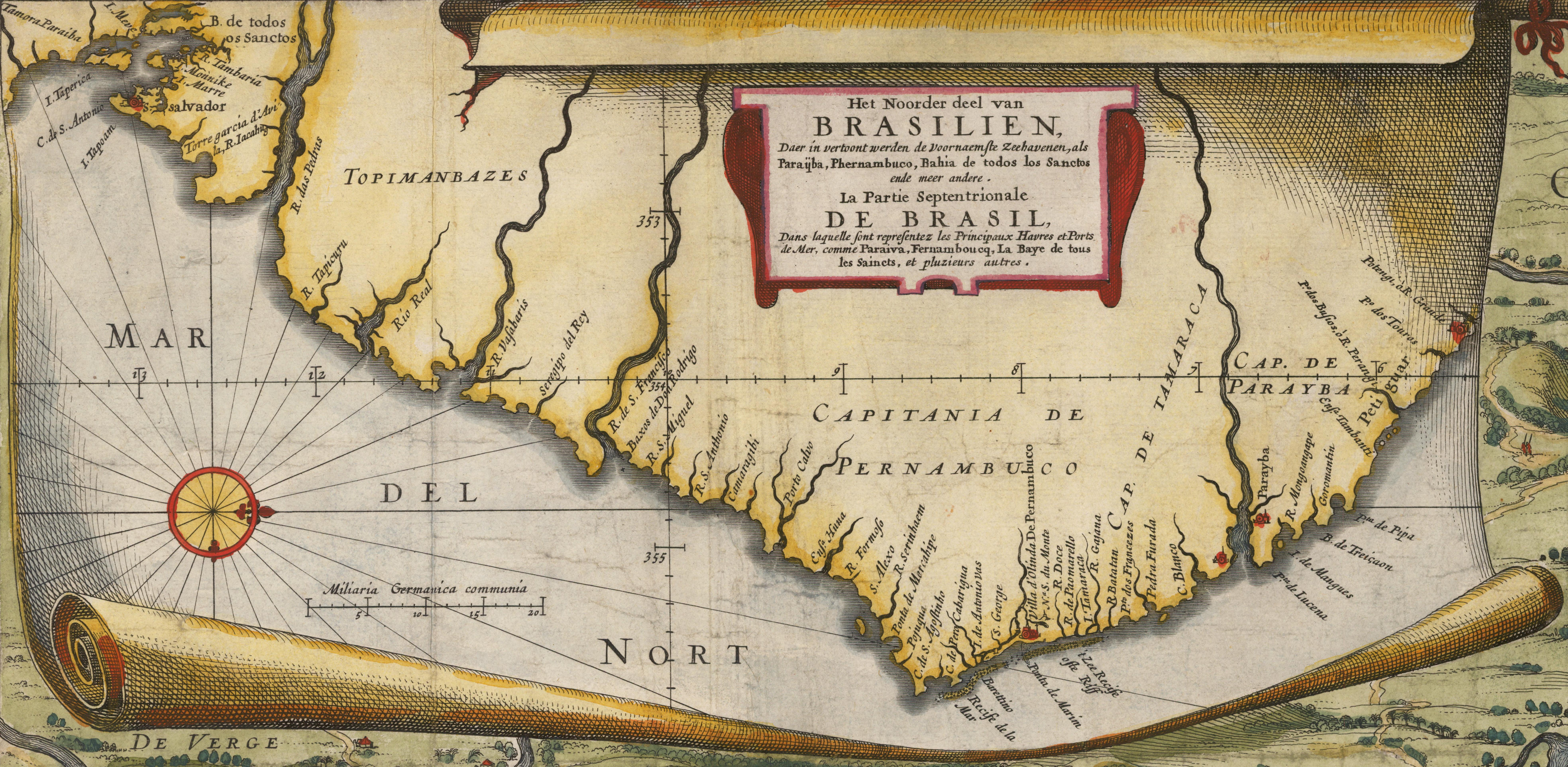
Costa nordeste do Brasil pelo renomado cartógrafo holandês Nicolaes Visscher (1618-1679). O cabo de Santo Agostinho é retratado como o extremo leste do continente americano.
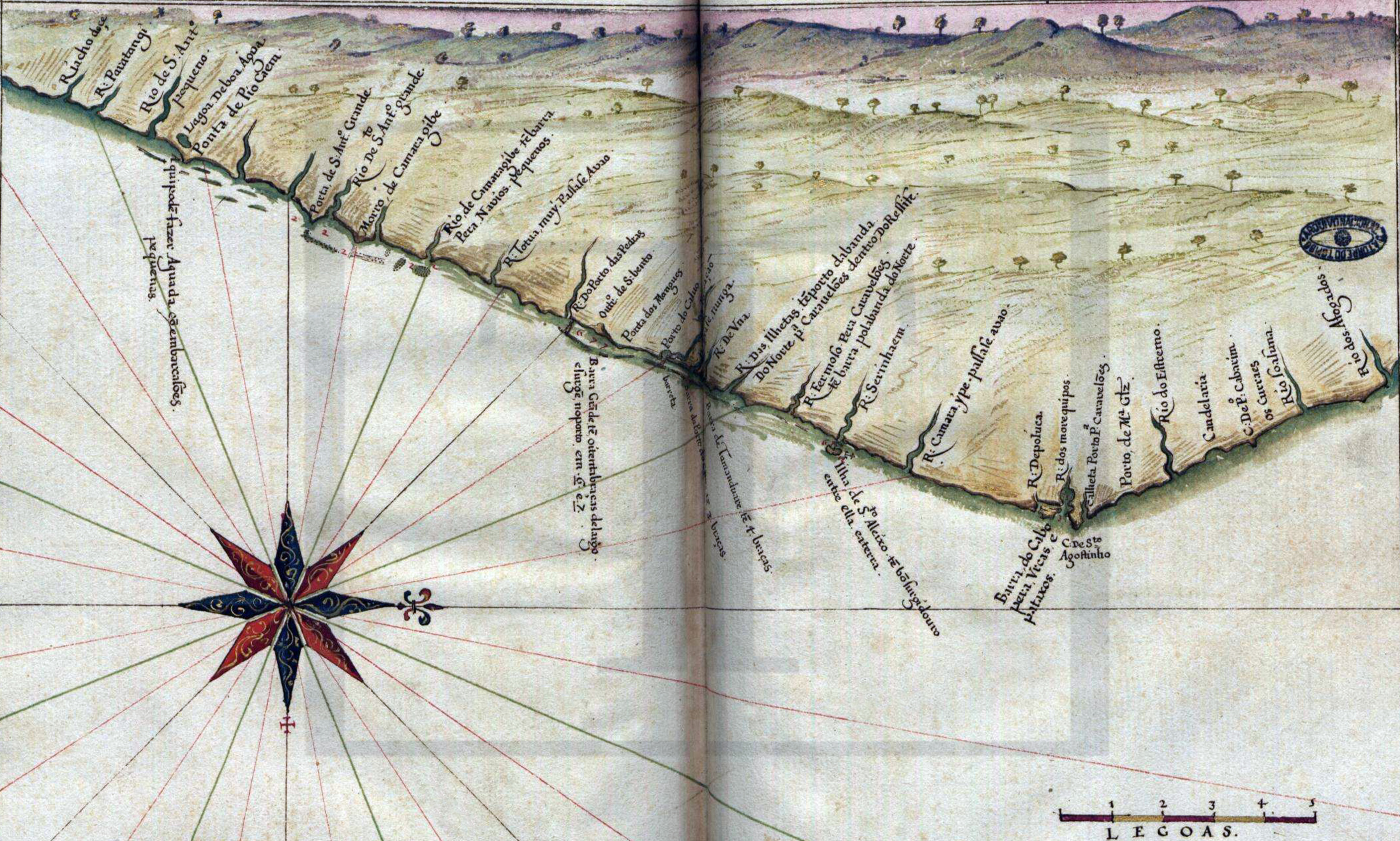
Litoral de Pernambuco no Atlas do Brasil (1640) de João Teixeira Albernaz, o Velho, mais prolífico cartógrafo português do século XVII.
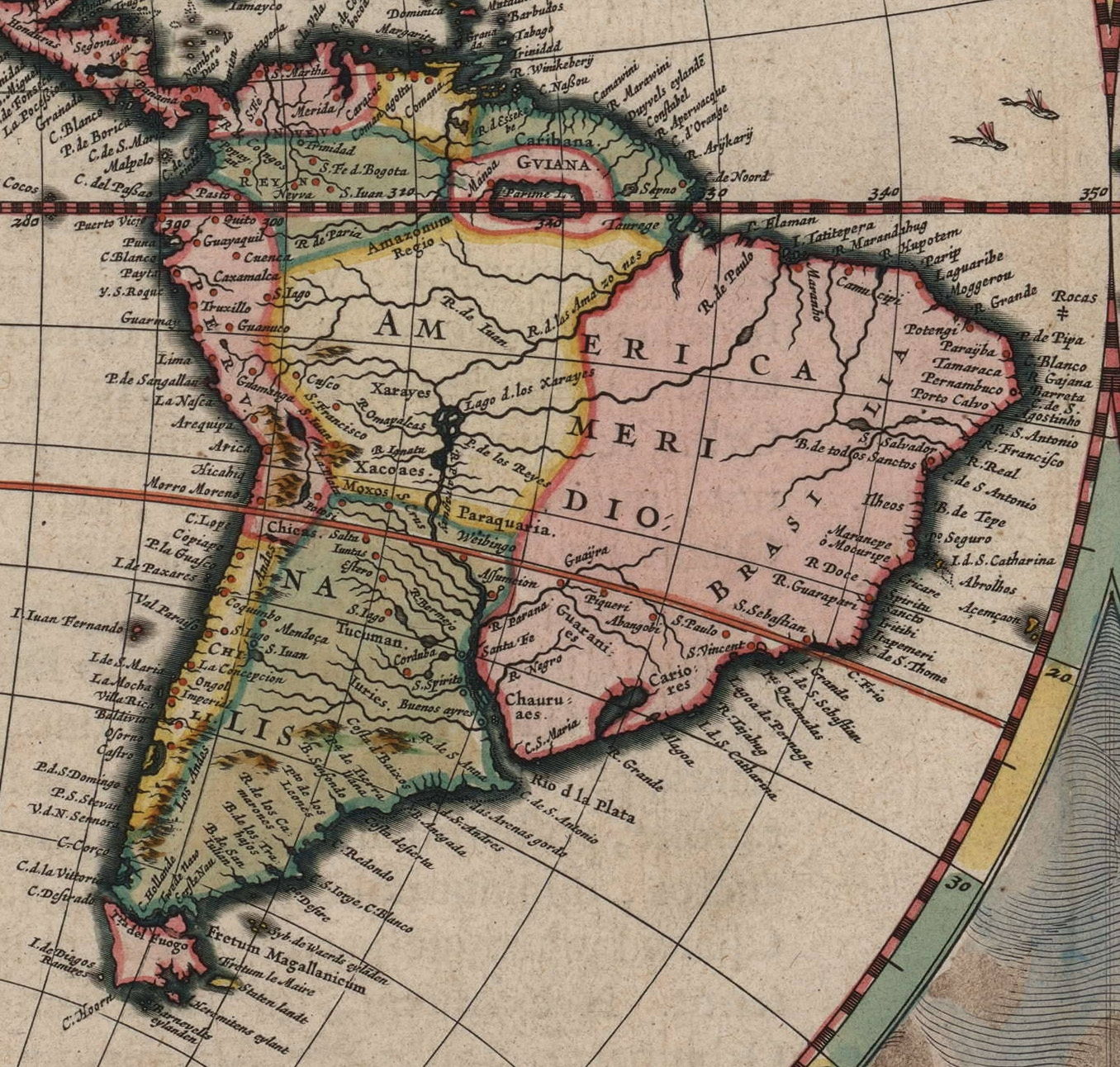
Cabo de Santo Agostinho como extremo oriental da América do Sul no Mapa do Mundo de Joan Blaeu, publicado por volta de 1664.